# Bischoffsheim
Bischoffsheim (en alsacià Bísche) és un municipi francès, situat a la regió del Gran Est, al departament del Baix Rin. L'any 1999 tenia 2.768 habitants. Limita amb els municipis de Bœrsch, Griesheim-près-Molsheim, Rosheim, Krautergersheim, Obernai, Innenheim i Blaesheim.
Forma part del cantó de Molsheim, del districte de Molsheim i de la Comunitat de comunes de les Portes de Rosheim.